# Hermitesche Matrix
Eine hermitesche Matrix ist in der Mathematik eine komplexe quadratische Matrix, die gleich ihrer adjungierten Matrix ist. Die Einträge einer hermiteschen Matrix oberhalb der Hauptdiagonale ergeben sich demnach durch Spiegelung der Einträge unterhalb der Diagonale und nachfolgender komplexer Konjugation; die Einträge auf der Hauptdiagonale selbst sind alle reell. Hermitesche Matrizen sind nach dem Mathematiker Charles Hermite benannt.
Hermitesche Matrizen weisen eine Reihe besonderer Eigenschaften auf. Die Summe zweier hermitescher Matrizen ist stets wieder hermitesch. Jede komplexe quadratische Matrix lässt sich eindeutig als Summe einer hermiteschen und einer schiefhermiteschen Matrix schreiben. Das Produkt zweier hermitescher Matrizen ist wiederum hermitesch, sofern die beiden Matrizen kommutieren. Eine hermitesche Matrix ist stets normal und selbstadjungiert, sie besitzt nur reelle Eigenwerte und sie ist stets unitär diagonalisierbar. Eine wichtige Klasse hermitescher Matrizen sind positiv definite Matrizen, bei denen alle Eigenwerte positiv sind. Eine hermitesche Matrix mit reellen Einträgen ist symmetrisch.
In der linearen Algebra werden hermitesche Matrizen zur Beschreibung hermitescher Sesquilinearformen verwendet. Die Darstellungsmatrix einer komplexen selbstadjungierten Abbildung bezüglich einer Orthonormalbasis ist ebenfalls stets hermitesch. Lineare Gleichungssysteme mit hermitescher Koeffizientenmatrix lassen sich effizient und numerisch stabil lösen. Weiterhin werden hermitesche Matrizen bei Orthogonalprojektionen und bei der Polarzerlegung von Matrizen verwendet. Hermitesche Matrizen besitzen Anwendungen unter anderem in der Quantenmechanik.

## Definition
Eine komplexe quadratische Matrix {\displaystyle A=(a_{jk})\in \mathbb {C} ^{n\times n}} heißt hermitesch, wenn für ihre Einträge
{\displaystyle a_{jk}={\overline {a_{kj}}}}
für {\displaystyle j,k=1,\ldots ,n} gilt. Eine hermitesche Matrix stimmt daher mit ihrer adjungierten Matrix {\displaystyle A^{\mathsf {H}}} überein, das heißt, es gilt
{\displaystyle A=A^{\mathsf {H}}}.
Äquivalent dazu ist eine Matrix genau dann hermitesch, wenn ihre transponierte Matrix {\displaystyle A^{\mathsf {T}}} gleich ihrer konjugierten Matrix {\displaystyle {\bar {A}}} ist, also
{\displaystyle A^{\mathsf {T}}={\overline {A}}}
gilt. Eine hermitesche Matrix ist also bis auf komplexe Konjugation aller Einträge spiegelsymmetrisch bezüglich ihrer Hauptdiagonale.

## Beispiele
Beispiele für hermitesche Matrizen sind ({\displaystyle \mathrm {i} } stellt die imaginäre Einheit dar):
{\displaystyle {\begin{pmatrix}2\end{pmatrix}},\quad {\begin{pmatrix}1&\mathrm {i} \\-\mathrm {i} &1\end{pmatrix}},\quad {\begin{pmatrix}1&3-\mathrm {i} &4\\3+\mathrm {i} &-2&-6+\mathrm {i} \\4&-6-\mathrm {i} &5\end{pmatrix}}}.
Allgemein haben hermitesche Matrizen der Größe {\displaystyle 2\times 2}, {\displaystyle 3\times 3} und {\displaystyle 4\times 4} die Struktur
{\displaystyle {\begin{pmatrix}a&{\bar {b}}\\b&c\end{pmatrix}},\quad {\begin{pmatrix}a&{\bar {b}}&{\bar {c}}\\b&d&{\bar {e}}\\c&e&f\end{pmatrix}},\quad {\begin{pmatrix}a&{\bar {b}}&{\bar {c}}&{\bar {d}}\\b&e&{\bar {f}}&{\bar {g}}\\c&f&h&{\bar {i}}\\d&g&i&j\end{pmatrix}}}
mit reellen Zahlen auf der Hauptdiagonale.

## Algebraische Eigenschaften

### Einträge
Die Diagonaleinträge einer hermiteschen Matrix sind aufgrund von
{\displaystyle a_{jj}={\overline {a_{jj}}}}
stets reell. Die Matrix aus den Realteilen einer hermiteschen Matrix ist stets symmetrisch, denn
{\displaystyle \mathrm {Re} (a_{jk})=\mathrm {Re} (a_{kj})},
und die Matrix aus den Imaginärteilen einer hermiteschen Matrix stets schiefsymmetrisch, denn
{\displaystyle \mathrm {Im} (a_{jk})=-\mathrm {Im} (a_{kj})}.
Daher wird eine hermitesche Matrix durch
{\displaystyle n+{\frac {n(n-1)}{2}}+{\frac {n(n-1)}{2}}=n^{2}}
reelle Zahlen eindeutig charakterisiert. Im Vergleich dazu wird eine allgemeine komplexe {\displaystyle (n\times n)}-Matrix durch {\displaystyle 2n^{2}} reelle Zahlen beschrieben, also gerade doppelt so viele.

### Summe
Die Summe {\displaystyle A+B} zweier hermitescher Matrizen {\displaystyle A,B\in \mathbb {C} ^{n\times n}} ist stets wieder hermitesch, denn
{\displaystyle (A+B)^{\mathsf {H}}=A^{\mathsf {H}}+B^{\mathsf {H}}=A+B}.
Zudem lässt sich jede komplexe quadratische Matrix {\displaystyle M\in \mathbb {C} ^{n\times n}} eindeutig als Summe {\displaystyle M=A+B} einer hermiteschen Matrix {\displaystyle A} und einer schiefhermiteschen Matrix {\displaystyle B} schreiben, indem
{\displaystyle A={\frac {1}{2}}(M+M^{\mathsf {H}})}   und   {\displaystyle B={\frac {1}{2}}(M-M^{\mathsf {H}})}
gewählt werden.

### Skalarmultiplikation
Das Produkt {\displaystyle cA} einer hermiteschen Matrix {\displaystyle A\in \mathbb {C} ^{n\times n}} mit einem Skalar {\displaystyle c\in \mathbb {C} } ist nur wieder hermitesch, wenn {\displaystyle c} reell ist, denn dann gilt
{\displaystyle (cA)^{\mathsf {H}}={\bar {c}}A^{\mathsf {H}}=cA}.
Wenn {\displaystyle c} rein imaginär ist, dann ist das Produkt {\displaystyle cA} schiefhermitesch. Die hermiteschen Matrizen bilden demnach keinen Untervektorraum im {\displaystyle \mathbb {C} }-Vektorraum der komplexen quadratischen Matrizen, sondern lediglich einen Untervektorraum im {\displaystyle \mathbb {R} }-Vektorraum der komplexen quadratischen Matrizen. Dieser Untervektorraum hat die Dimension {\displaystyle n^{2}}, wobei die Standardmatrizen {\displaystyle E_{jj}}, {\displaystyle 1\leq j\leq n}, {\displaystyle E_{jk}+E_{kj}} und {\displaystyle \mathrm {i} (E_{jk}-E_{kj})}, {\displaystyle 1\leq j<k\leq n}, darin eine Basis bilden. Im Raum der hermiteschen Matrizen bilden wiederum die reellen symmetrischen Matrizen einen Untervektorraum.

### Produkt
Das Produkt {\displaystyle AB} zweier hermitescher Matrizen {\displaystyle A,B\in \mathbb {C} ^{n\times n}} ist im Allgemeinen nicht wieder hermitesch. Das Produkt hermitescher Matrizen ist genau dann hermitesch, wenn {\displaystyle A} und {\displaystyle B} kommutieren, also wenn {\displaystyle AB=BA} gilt, denn dann ergibt sich
{\displaystyle (AB)^{\mathsf {H}}=B^{\mathsf {H}}A^{\mathsf {H}}=BA=AB}.
Insbesondere sind damit für eine hermitesche Matrix {\displaystyle A} auch alle ihre Potenzen {\displaystyle A^{k}} mit {\displaystyle k\in \mathbb {N} } und daher auch ihr Matrixexponential {\displaystyle e^{A}} wieder hermitesch. Für eine beliebige komplexe Matrix {\displaystyle M\in \mathbb {C} ^{m\times n}} sind sowohl die {\displaystyle m\times m}-Matrix {\displaystyle MM^{\mathsf {H}}} als auch die {\displaystyle n\times n}-Matrix {\displaystyle M^{\mathsf {H}}M} stets hermitesch.

### Normalität
Eine hermitesche Matrix {\displaystyle A\in \mathbb {C} ^{n\times n}} ist stets normal, denn es gilt
{\displaystyle A^{\mathsf {H}}A=AA=AA^{\mathsf {H}}}.
Jede hermitesche Matrix kommutiert also mit ihrer Adjungierten. Es gibt allerdings auch normale Matrizen, die nicht hermitesch sind, beispielsweise schiefhermitesche Matrizen.

### Kongruenz
Jede komplexe Matrix {\displaystyle B\in \mathbb {C} ^{n\times n}}, die kongruent zu einer hermiteschen Matrix {\displaystyle A\in \mathbb {C} ^{n\times n}} ist, ist ebenfalls hermitesch, denn es gilt
{\displaystyle B^{\mathsf {H}}=(S^{\mathsf {H}}AS)^{\mathsf {H}}=S^{\mathsf {H}}A^{\mathsf {H}}S=S^{\mathsf {H}}AS=B},
wobei {\displaystyle S\in \mathbb {C} ^{n\times n}} die zugehörige Transformationsmatrix ist. Matrizen, die ähnlich zu einer hermiteschen Matrix sind, müssen jedoch nicht notwendigerweise ebenfalls hermitesch sein.

### Inverse
Ist eine hermitesche Matrix {\displaystyle A\in \mathbb {C} ^{n\times n}} invertierbar, dann ist auch ihre Inverse {\displaystyle A^{-1}} wieder hermitesch, denn es gilt
{\displaystyle (A^{-1})^{\mathsf {H}}=(A^{\mathsf {H}})^{-1}=A^{-1}}.
Für eine reguläre hermitesche Matrix {\displaystyle A} sind demnach auch alle Potenzen {\displaystyle A^{-k}} mit {\displaystyle k\in \mathbb {N} } wieder hermitesch.

## Spektrale Eigenschaften

### Selbstadjungiertheit
Eine hermitesche Matrix {\displaystyle A\in \mathbb {C} ^{n\times n}} ist stets selbstadjungiert, denn es gilt mit dem komplexen Standardskalarprodukt {\displaystyle \langle \cdot ,\cdot \rangle }
{\displaystyle \langle Ax,y\rangle =(Ax)^{\mathsf {H}}y=x^{\mathsf {H}}A^{\mathsf {H}}y=x^{\mathsf {H}}Ay=\langle x,Ay\rangle }
für alle Vektoren {\displaystyle x,y\in \mathbb {C} ^{n}}. Es gilt auch die Umkehrung und jede komplexe selbstadjungierte Matrix ist hermitesch.

### Eigenwerte
Die Eigenwerte einer hermiteschen Matrix {\displaystyle A\in \mathbb {C} ^{n\times n}}, das heißt die Lösungen der Eigenwertgleichung {\displaystyle Ax=\lambda x}, sind stets reell. Ist nämlich {\displaystyle \lambda \in \mathbb {C} } ein komplexer Eigenwert von {\displaystyle A} mit zugehörigem Eigenvektor {\displaystyle x\in \mathbb {C} ^{n}}, {\displaystyle x\neq 0}, dann gilt mit der Selbstadjungiertheit von {\displaystyle A}
{\displaystyle \lambda \langle x,x\rangle =\langle x,\lambda x\rangle =\langle x,Ax\rangle =\langle Ax,x\rangle =\langle \lambda x,x\rangle ={\bar {\lambda }}\langle x,x\rangle }.
Nachdem {\displaystyle \langle x,x\rangle \neq 0} für {\displaystyle x\neq 0} ist, muss {\displaystyle \lambda ={\bar {\lambda }}} gelten und der Eigenwert {\displaystyle \lambda } damit reell sein.

### Vielfachheiten
Bei jeder hermiteschen Matrix {\displaystyle A\in \mathbb {C} ^{n\times n}} stimmen die algebraischen und die geometrischen Vielfachheiten aller Eigenwerte überein. Ist nämlich {\displaystyle \lambda } ein Eigenwert von {\displaystyle A} mit geometrischer Vielfachheit {\displaystyle m}, dann existiert eine Orthonormalbasis {\displaystyle \{x_{1},\ldots ,x_{m}\}} des Eigenraums von {\displaystyle \lambda }, welche durch {\displaystyle \{x_{m+1},\ldots ,x_{n}\}} zu einer Orthonormalbasis des Gesamtraums {\displaystyle \mathbb {C} ^{n}} ergänzt werden kann. Mit der unitären Basistransformationsmatrix {\displaystyle S=(x_{1}\mid \cdots \mid x_{n})} ergibt sich damit die transformierte Matrix
{\displaystyle C=S^{-1}AS=S^{\mathsf {H}}AS=\left({\begin{array}{c|c}\lambda I&0\\\hline 0&X\end{array}}\right)}
als Blockdiagonalmatrix mit den Blöcken {\displaystyle \lambda I\in \mathbb {C} ^{m\times m}} und {\displaystyle X\in \mathbb {C} ^{(n-m)\times (n-m)}}. Für die Einträge {\displaystyle c_{jk}} von {\displaystyle C} mit {\displaystyle \min\{j,k\}\leq m} gilt nämlich mit der Selbstadjungiertheit von {\displaystyle A} und der Orthonormalität der Basisvektoren {\displaystyle x_{1},\ldots ,x_{n}}
{\displaystyle c_{jk}=\langle x_{j},Ax_{k}\rangle =\langle Ax_{j},x_{k}\rangle =\lambda \langle x_{j},x_{k}\rangle =\lambda \delta _{jk}},
wobei {\displaystyle \delta _{jk}} das Kronecker-Delta darstellt. Da {\displaystyle x_{m+1},\ldots ,x_{n}} nach Voraussetzung keine Eigenvektoren zum Eigenwert {\displaystyle \lambda } von {\displaystyle A} sind, kann {\displaystyle \lambda } kein Eigenwert von {\displaystyle X} sein. Die Matrix {\displaystyle C} besitzt daher nach der Determinantenformel für Blockmatrizen den Eigenwert {\displaystyle \lambda } genau mit algebraischer Vielfachheit {\displaystyle m} und aufgrund der Ähnlichkeit der beiden Matrizen damit auch {\displaystyle A}.

### Diagonalisierbarkeit
Nachdem bei einer hermiteschen Matrix {\displaystyle A\in \mathbb {C} ^{n\times n}} algebraische und geometrische Vielfachheiten aller Eigenwerte übereinstimmen und da Eigenvektoren zu verschiedenen Eigenwerten stets linear unabhängig sind, kann aus Eigenvektoren von {\displaystyle A} eine Basis des {\displaystyle \mathbb {C} ^{n}} gebildet werden. Daher ist eine hermitesche Matrix stets diagonalisierbar, das heißt, es gibt eine reguläre Matrix {\displaystyle S\in \mathbb {C} ^{n\times n}} und eine Diagonalmatrix {\displaystyle D\in \mathbb {C} ^{n\times n}} (sogar {\displaystyle D\in \mathbb {R} ^{n\times n}}), sodass
{\displaystyle S^{-1}AS=D}
gilt. Die Matrix {\displaystyle S=(x_{1}\mid \cdots \mid x_{n})} hat dabei die Eigenvektoren {\displaystyle x_{1},\ldots ,x_{n}} als Spalten und die Matrix {\displaystyle D=\operatorname {diag} (\lambda _{1},\ldots ,\lambda _{n})} hat die zu diesen Eigenvektoren jeweils zugehörigen Eigenwerte {\displaystyle \lambda _{1},\ldots ,\lambda _{n}} auf der Diagonale. Durch eine Permutation der Eigenvektoren kann dabei die Reihenfolge der Diagonaleinträge von {\displaystyle D} beliebig gewählt werden. Daher sind zwei hermitesche Matrizen genau dann zueinander ähnlich, wenn sie die gleichen Eigenwerte besitzen. Weiterhin sind zwei hermitesche Matrizen genau dann simultan diagonalisierbar, wenn sie kommutieren.

### Unitäre Diagonalisierbarkeit
Die Eigenvektoren {\displaystyle x_{j},x_{k}} zu zwei verschiedenen Eigenwerten {\displaystyle \lambda _{j}\neq \lambda _{k}} einer hermiteschen Matrix {\displaystyle A\in \mathbb {C} ^{n\times n}} sind stets orthogonal. Es gilt nämlich wiederum mit der Selbstadjungiertheit von {\displaystyle A}
{\displaystyle \lambda _{j}\langle x_{j},x_{k}\rangle =\langle \lambda _{j}x_{j},x_{k}\rangle =\langle Ax_{j},x_{k}\rangle =\langle x_{j},Ax_{k}\rangle =\langle x_{j},\lambda _{k}x_{k}\rangle =\lambda _{k}\langle x_{j},x_{k}\rangle }.
Da {\displaystyle \lambda _{j}} und {\displaystyle \lambda _{k}} als verschieden angenommen wurden, folgt daraus dann {\displaystyle \langle x_{j},x_{k}\rangle =0}. Daher kann aus Eigenvektoren von {\displaystyle A} eine Orthonormalbasis des {\displaystyle \mathbb {C} ^{n}} gebildet werden. Damit ist eine hermitesche Matrix sogar unitär diagonalisierbar, das heißt, es gibt eine unitäre Matrix {\displaystyle S}, mit der
{\displaystyle S^{\mathsf {H}}AS=D}
gilt. Diese Darstellung bildet die Grundlage für die Hauptachsentransformation und ist die einfachste Version des Spektralsatzes.

### Kenngrößen
Aufgrund der Diagonalisierbarkeit einer hermiteschen Matrix {\displaystyle A\in \mathbb {C} ^{n\times n}} gilt für ihre Spur
{\displaystyle \operatorname {spur} (A)=\lambda _{1}+\ldots +\lambda _{n}}
und für ihre Determinante entsprechend
{\displaystyle \det(A)=\lambda _{1}\cdot \ldots \cdot \lambda _{n}}.
Spur und Determinante einer hermiteschen Matrix sind demnach stets reell. Der Rang einer hermiteschen Matrix ist gleich der Anzahl der Eigenwerte ungleich Null, also mit dem Kronecker-Delta
{\displaystyle \operatorname {rang} (A)=n-\left(\delta _{\lambda _{1},0}+\ldots +\delta _{\lambda _{n},0}\right)}.
Eine hermitesche Matrix ist genau dann invertierbar, wenn keiner ihrer Eigenwerte Null ist. Die Spektralnorm einer hermiteschen Matrix ist
{\displaystyle \|A\|_{2}=\max\{|\lambda _{1}|,\ldots ,|\lambda _{n}|\}}
und damit gleich dem Spektralradius der Matrix. Die Frobeniusnorm ergibt sich aufgrund der Normalität entsprechend zu
{\displaystyle \|A\|_{F}={\sqrt {\lambda _{1}^{2}+\ldots +\lambda _{n}^{2}}}}.

### Abschätzungen
Nach dem Satz von Courant-Fischer liefert der Rayleigh-Quotient Abschätzungen für den kleinsten und den größten Eigenwert einer hermiteschen Matrix {\displaystyle A\in \mathbb {C} ^{n\times n}} der Form
{\displaystyle \min\{\lambda _{1},\ldots ,\lambda _{n}\}\leq {\frac {\langle x,Ax\rangle }{\langle x,x\rangle }}\leq \max\{\lambda _{1},\ldots ,\lambda _{n}\}}
für alle {\displaystyle x\in \mathbb {C} ^{n}} mit {\displaystyle x\neq 0}. Gleichheit gilt dabei jeweils genau dann, wenn {\displaystyle x} ein Eigenvektor zum jeweiligen Eigenwert ist. Der kleinste und der größte Eigenwert einer hermiteschen Matrix kann demnach durch Minimierung beziehungsweise Maximierung des Rayleigh-Quotienten ermittelt werden. Eine weitere Möglichkeit zur Eigenwertabschätzung bieten die Gerschgorin-Kreise, die für hermitesche Matrizen die Form von Intervallen haben.

### Definitheit
Ist {\displaystyle A\in \mathbb {C} ^{n\times n}} eine hermitesche Matrix, dann wird der Ausdruck
{\displaystyle Q_{A}(x)=x^{\mathsf {H}}Ax=\langle x,Ax\rangle }
mit {\displaystyle x\in \mathbb {C} ^{n}} quadratische Form von {\displaystyle A} genannt. Je nachdem ob {\displaystyle Q_{A}(x)} größer als, größer gleich, kleiner als oder kleiner gleich null für alle {\displaystyle x\neq 0} ist, heißt die Matrix {\displaystyle A} positiv definit, positiv semidefinit, negativ definit oder negativ semidefinit. Kann {\displaystyle Q_{A}(x)} sowohl positive, als auch negative Vorzeichen annehmen, so heißt {\displaystyle A} indefinit. Die Definitheit einer hermiteschen Matrix kann anhand der Vorzeichen ihrer Eigenwerte ermittelt werden. Sind alle Eigenwerte positiv, ist die Matrix positiv definit, sind sie alle negativ, ist die Matrix negativ definit und so weiter. Das Tripel bestehend aus den Anzahlen der positiven, negativen und Null-Eigenwerte einer hermiteschen Matrix wird Signatur der Matrix genannt. Nach dem Trägheitssatz von Sylvester bleibt die Signatur einer hermiteschen Matrix unter Kongruenztransformationen erhalten.

## Verwendung

### Hermitesche Sesquilinearformen
Ist {\displaystyle V} ein {\displaystyle n}-dimensionaler komplexer Vektorraum, dann lässt sich jede Sesquilinearform {\displaystyle b\colon V\times V\to \mathbb {C} } nach Wahl einer Basis {\displaystyle \{v_{1},\ldots ,v_{n}\}} für {\displaystyle V} durch die Darstellungsmatrix
{\displaystyle A_{b}=(b(v_{j},v_{k}))\in \mathbb {C} ^{n\times n}}
beschreiben. Ist die Sesquilinearform hermitesch, gilt also {\displaystyle b(v,w)={\overline {b(w,v)}}} für alle {\displaystyle v,w\in V}, dann ist auch die Darstellungsmatrix {\displaystyle A_{b}} hermitesch. Umgekehrt definiert jede hermitesche Matrix {\displaystyle A\in \mathbb {C} ^{n\times n}} mittels
{\displaystyle b_{A}(x,y)=x^{\mathsf {H}}Ay}
eine hermitesche Sesquilinearform {\displaystyle b_{A}\colon \mathbb {C} ^{n}\times \mathbb {C} ^{n}\to \mathbb {C} }. Ist eine hermitesche Matrix {\displaystyle A\in \mathbb {C} ^{n\times n}} zudem positiv definit, dann stellt {\displaystyle b_{A}} ein Skalarprodukt im unitären Raum {\displaystyle \mathbb {C} ^{n}} dar.

### Selbstadjungierte Abbildungen
Ist {\displaystyle (V,\langle \cdot ,\cdot \rangle )} ein {\displaystyle n}-dimensionaler komplexer Skalarproduktraum, dann lässt sich jede lineare Abbildung {\displaystyle f\colon V\to V} nach Wahl einer Orthonormalbasis {\displaystyle \{e_{1},\ldots ,e_{n}\}} für {\displaystyle V} durch die Abbildungsmatrix
{\displaystyle A_{f}=(a_{jk})\in \mathbb {C} ^{n\times n}}
darstellen, wobei {\displaystyle f(e_{k})=a_{1k}e_{1}+\ldots +a_{nk}e_{n}} für {\displaystyle k=1,\ldots ,n} ist. Die Abbildungsmatrix {\displaystyle A_{f}} ist nun genau dann hermitesch, wenn die Abbildung {\displaystyle f} selbstadjungiert ist. Dies folgt aus
{\displaystyle \langle f(v),w\rangle =(A_{f}x)^{\mathsf {H}}y=x^{\mathsf {H}}A_{f}^{\mathsf {H}}y=x^{\mathsf {H}}A_{f}y=x^{\mathsf {H}}(A_{f}y)=\langle v,f(w)\rangle },
wobei {\displaystyle v=x_{1}e_{1}+\ldots +x_{n}e_{n}} und {\displaystyle w=y_{1}e_{1}+\ldots +y_{n}e_{n}} sind.

### Projektionen und Spiegelungen
Ist wieder {\displaystyle (V,\langle \cdot ,\cdot \rangle )} ein {\displaystyle n}-dimensionaler komplexer Skalarproduktraum und ist {\displaystyle U} ein {\displaystyle m}-dimensionaler Untervektorraum von {\displaystyle V}, wobei {\displaystyle x_{1},\ldots ,x_{m}} die Koordinatenvektoren einer Orthonormalbasis für {\displaystyle U} sind, dann ist die Orthogonalprojektionsmatrix auf diesen Untervektorraum
{\displaystyle A_{U}=x_{1}x_{1}^{\mathsf {H}}+\ldots +x_{m}x_{m}^{\mathsf {H}}\in \mathbb {C} ^{n\times n}}
als Summe hermitescher Rang-Eins-Matrizen ebenfalls hermitesch. Auch die Orthogonalprojektionsmatrix auf den Komplementärraum {\displaystyle U^{\bot }} ist aufgrund der Darstellung {\displaystyle A_{U^{\bot }}=I-A_{U}} stets hermitesch. Mit Hilfe der Projektionsmatrizen {\displaystyle A_{U}} und {\displaystyle A_{U^{\perp }}} lässt sich jeder Vektor {\displaystyle v\in V} in zueinander orthogonale Vektoren {\displaystyle u\in U} und {\displaystyle u^{\perp }\in U^{\perp }} zerlegen. Auch die Spiegelungsmatrix {\displaystyle I-2A_{U}} an einem Untervektorraum {\displaystyle U} ist stets hermitesch.

### Lineare Gleichungssysteme
Das Auffinden der Lösung eines linearen Gleichungssystems {\displaystyle Ax=b} mit hermitescher Koeffizientenmatrix {\displaystyle A} vereinfacht sich, wenn man die Hermitizität der Koeffizientenmatrix ausnutzt. Auf Grund der Hermitizität lässt sich die Koeffizientenmatrix {\displaystyle A} als Produkt
{\displaystyle A=LDL^{\mathsf {H}}}
mit einer unteren Dreiecksmatrix {\displaystyle L} mit lauter Einsen auf der Diagonale und einer Diagonalmatrix {\displaystyle D} schreiben. Diese Zerlegung wird beispielsweise bei der Cholesky-Zerlegung positiv definiter hermitescher Matrizen verwendet, um die Lösung des Gleichungssystems zu berechnen. Beispiele moderner Verfahren zur numerischen Lösung großer linearer Gleichungssysteme mit dünnbesetzter hermitescher Koeffizientenmatrix sind das CG-Verfahren und das MINRES-Verfahren.

### Polarzerlegung
Jede quadratische Matrix {\displaystyle A\in \mathbb {C} ^{n\times n}} kann mittels der Polarzerlegung auch als Produkt
{\displaystyle A=QP}
einer unitären Matrix {\displaystyle Q\in \mathbb {C} ^{n\times n}} und einer positiv semidefiniten hermiteschen Matrix {\displaystyle P\in \mathbb {C} ^{n\times n}} faktorisiert werden. Die Matrix {\displaystyle P} ergibt sich dabei als die Quadratwurzel von {\displaystyle A^{\mathsf {H}}A}. Ist {\displaystyle A} regulär, so ist {\displaystyle P} positiv definit und die Polarzerlegung eindeutig mit {\displaystyle Q=AP^{-1}}.

### Quantenmechanik
Die in der Quantenmechanik verwendeten Pauli-Matrizen
{\displaystyle \sigma _{1}=\sigma _{x}={\begin{pmatrix}0&1\\1&0\end{pmatrix}},\quad \sigma _{2}=\sigma _{y}={\begin{pmatrix}0&-\mathrm {i} \\\mathrm {i} &0\end{pmatrix}},\quad \sigma _{3}=\sigma _{z}={\begin{pmatrix}1&0\\0&-1\end{pmatrix}}}
sind hermitesch und spurfrei. Die Pauli-Matrizen werden unter anderem zur Beschreibung von Isospin-Symmetrien verwendet. Die Gell-Mann-Matrizen sind hermitesche {\displaystyle (3\times 3)}-Matrizen, die in der Quantenchromodynamik eingesetzt werden.